# Zwettler Straße

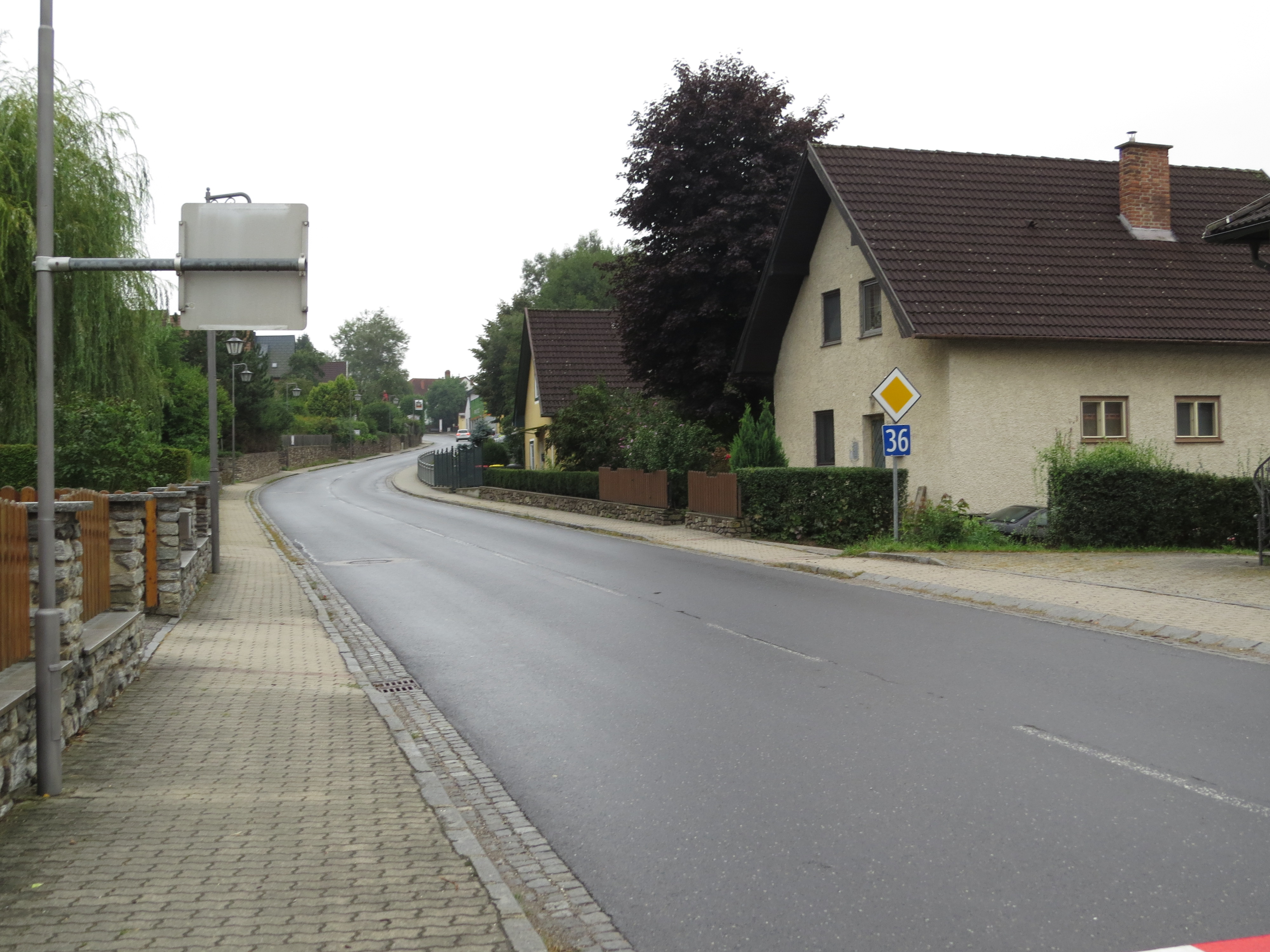
B 36 Zwettler Straße in Altenmarkt, Gemeinde Yspertal, Niederösterreich (2018)

Die Zwettler Straße (B 36) ist eine Landesstraße in Österreich. Sie verläuft auf einer Länge von 104,6 km durch das Waldviertel. Die Straße beginnt an der Donau nördlich von Ybbs an der Donau als Fortsetzung der Erlauftal Straße (B 25). Nachdem sie westlich am Ostrong vorbeigeführt hat, führt sie stets Richtung Norden bis zur namensgebenden Stadt Zwettl. Von hier verläuft sie weiter nach Vitis, wo sie auf die Deutsche Thaya trifft. Dieser folgt sie über Waidhofen an der Thaya bis nach Dobersberg, wo sie ca. 8 km von der Staatsgrenze nach Tschechien entfernt endet.

## Geschichte
Am 22. Jänner 1857 wurden die Bauaufträge für den Straßenbau von Waidhofen über Dobersberg nach Zlabings vergeben.
Nach dem Anschluss Österreichs wurde die ursprünglich in Weitenegg beginnende Straße im Zuge der Vereinheitlichung des Straßensystems am 1. April 1940 ins Sudetenland und bis zur Protektoratsgrenze bei Teltsch verlängert und in eine Landstraße I. Ordnung namens L.I.O. 8 umgewandelt. Am 23. März 1942 wurde die Teilstrecke zwischen Waidhofen und Zwettl durch einen Erlass des Generalinspekteurs für das Deutsche Straßenwesen zum Bestandteil der Reichsstraße 346 erklärt.
Die Krems-Waidhofener Straße von Krems über Zwettl und Vitis nach Waidhofen – die Nachfolgerin der Reichsstraße 346 – gehört seit dem 1. April 1948 zum Netz der Bundesstraßen in Österreich.
Die Weitenegg-Zwettler Straße begann ursprünglich in Weitenegg und gehört seit dem 1. Jänner 1951 ebenfalls zum Netz der Bundesstraßen in Österreich.
Die Yspertal Straße zwischen Ysperdorf und Würnsdorf, die 1853 als Privatstraße der k.k. Gutsverwaltung in Rorregg eröffnet wurde, gehört seit dem 1. April 1959 zum Netz der Bundesstraßen in Österreich.
Seit dem 1. Jänner 1972 führt die B 36 von Dobersberg im Norden bis Persenbeug im Süden, gleichzeitig wurde die alte Yspertal Straße zur Landesstraße abgestuft.